# Balança mas Não Cai
Balança Mas Não Cai foi um programa humorístico brasileiro criado por Max Nunes e Paulo Gracindo na Rádio Nacional do Rio de Janeiro na década de 1950. O programa migrou para a TV Globo em 1968.

## História

### No rádio
Balança Mas Não Cai estreou em 1950 na Rádio Nacional e ali permaneceu até 1967, sendo ancorado por Wilton Franco, que apresentava os quadros humorísticos, supostamente passados nos apartamentos de um edifício residencial fictício, onde moravam as personagens. O sucesso do programa fez com que seu título se tornasse o apelido de um edifício superpopuloso no Centro do Rio de Janeiro e de outro em Belo Horizonte.

#### Elenco principal (rádio)
- Wilton Franco: apresentador
- Paulo Gracindo: Primo Rico
- Brandão Filho: Primo Pobre
- Lúcio Mauro: Fernandinho
- Sônia Mamede: Ofélia

### Na televisão
O programa estreou na Rede Globo em 16 de setembro de 1968, exibido nas segundas-feiras à noite, permanecendo no ar até dezembro de 1971. Inicialmente, era apresentado ao vivo e tinha como apresentador Augusto César Vannucci. O programa tornou-se líder de audiência ao reeditar personagens queridos do público no meio audiovisual.
Em 1972, o humorístico passou a ser apresentado na TV Tupi e só retornaria para a Globo em 1982, agora nos domingos à tarde, com apresentação de Paulo Silvino. No ano seguinte, contudo, o programa foi cancelado.

#### Elenco principal (TV)
- Augusto César Vanucci: apresentador (fase 1)
- Paulo Silvino: apresentador (fase 2)
- Paulo Gracindo: Primo Rico
- Brandão Filho: Primo Pobre
- Lúcio Mauro: Fernandinho
- Sônia Mamede: Ofélia
- Gastão Renné: Soquinho
- Roberto Faissal: Teco
- Costinha
- Tutuca
- Zezé Macedo
- Nick Nicola
- Berta Loran
- Luiz Pini
- Álvaro Aguiar
- Ferrugem
- Tião Macalé
- José de Arimathéa
- Marcos Plonka
- José Santa Cruz
- Marina Miranda